# Петров, Игорь Зинонович
Игорь Зинонович Петров (род. 3 января 1965, Череповец, Вологодская область) — советский и российский хоккеист, нападающий. Тренер.

## Биография
Воспитанник череповецкого «Металлурга». В сезонах 1981/82 — 1982/83 играл за команду в первой лиге, армейскую службу проходил в ленинградском СКА и его фарм-клубе «Звезда» Оленегорск. Два сезона отыграл в московском «Спартаке», с сезона 1987/88 — в «Металлурге», с сезона 1994/95 переименованного в «Северсталь». Сезон 1998/99 начал в СКА, затем вернулся в «Северсталь», где в следующем сезоне завершил карьеру.
С 2000 года — тренер второй команды «Северстали», в сезонах 2006/07 — 2007/08 — главный тренер, в сезонах 2008/09 — 2011/12 — тренер «Северстали-2»/«Алмаза». С сезона 2012/13 работал тренером и главным тренером «Северстали». В сезонах 2016/17 — 2017/18 — тренер в «Нефтехимике». В начале сезона 2021/22 — тренер в «Амуре».